# Nimr Bákir an-Nimr
Nimr Bakir an-Nimr, známý též jako Šajch Nimr (1959 – 2. ledna 2016) byl šíitský klerik, kritik režimu Saúdské Arábie. Otevřeně podporoval masové protivládní protesty, ke kterým došlo na východě země v době Arabského jara v roce 2011.
Kritizoval tehdejšího korunního prince, dnešního saúdského krále Salmána bin Abd al-Azíze, a označil ho za tyrana, zorganizoval petici požadující pro menšinové šíitské věřící stejná práva jako pro většinové sunnity a vyhrožoval odtržením východní části Saúdské Arábie.
Dne 8. července 2012 byl policií postřelen do nohy a poté uvězněn. Byl shledán vinným z podněcování zahraničního vměšování, neposlušnosti vůči vládnoucímu režimu a pozvednutí zbraně vůči bezpečnostním silám. Dne 15. října 2014 byl odsouzen k trestu smrti.
Organizace Amnesty International (AI) požadovala zrušení rozsudku; justice se podle ní během procesu dopustila závažných pochybení. Trest smrti pro šajcha považovala za součást kampaně, která má v zemi zlikvidovat veškerý disent. Většinu času od doby, kdy byl zatčen, strávil šajch podle AI na samotkách a byla mu navíc odepřena potřebná lékařská péče.

## Poprava
Byl popraven 2. ledna 2016, stejně jako dalších 46 osob odsouzených za trestné činy související s terorismem. V oblasti Al-Qatif se poté konal nejméně jeden protestní pochod a byla posílena bezpečnostní opatření.
Jeho poprava vzbudila rozhořčení nejen mezi šíitskými muslimy na Blízkém východě, ale i v Indii a Velké Británii. Demonstranti v Íránu zaútočili na areál saúdského velvyslanectví v Teheránu. Saúdská Arábie v reakci na to přerušila s Íránem diplomatické styky.
Generální tajemník OSN Pan Ki-mun uvedl, že je popravou duchovního a dalších 46 lidí „hluboce zděšen“. Ministerstvo zahraničí USA i ministryně zahraničí Evropské unie Federica Mogheriniová vyzvali Saúdskou Arábii k respektu k lidským právům.

## Rodina
Synovcem šajcha je Ali Muhammad al-Nimr (* 1994/1995), který byl v roce 2011 coby sedmnáctiletý zadržen při demonstraci a byl rovněž odsouzen k trestu smrti. Příbuzenský poměr k šajchu Nimrovi může být příčinou tvrdého postupu saúdskoarabské justice vůči Alimu Muhammadovi.